# کاندلوو
کاندلوو (به لهستانی:  Kandlewo) یک روستا در لهستان است که در گمینا وسخووا واقع شده‌است.